# Conrad Ross
Conrad Ross, ou Conrado Ross, est un footballeur puis entraîneur, né le 18 août 1908 à Montevideo (Uruguay) et mort le 27 octobre 1970 à  São Paulo (Brésil), qui a remporté de nombreux titres avec l'Urania Genève et FC Sochaux-Montbéliard.

## Biographie

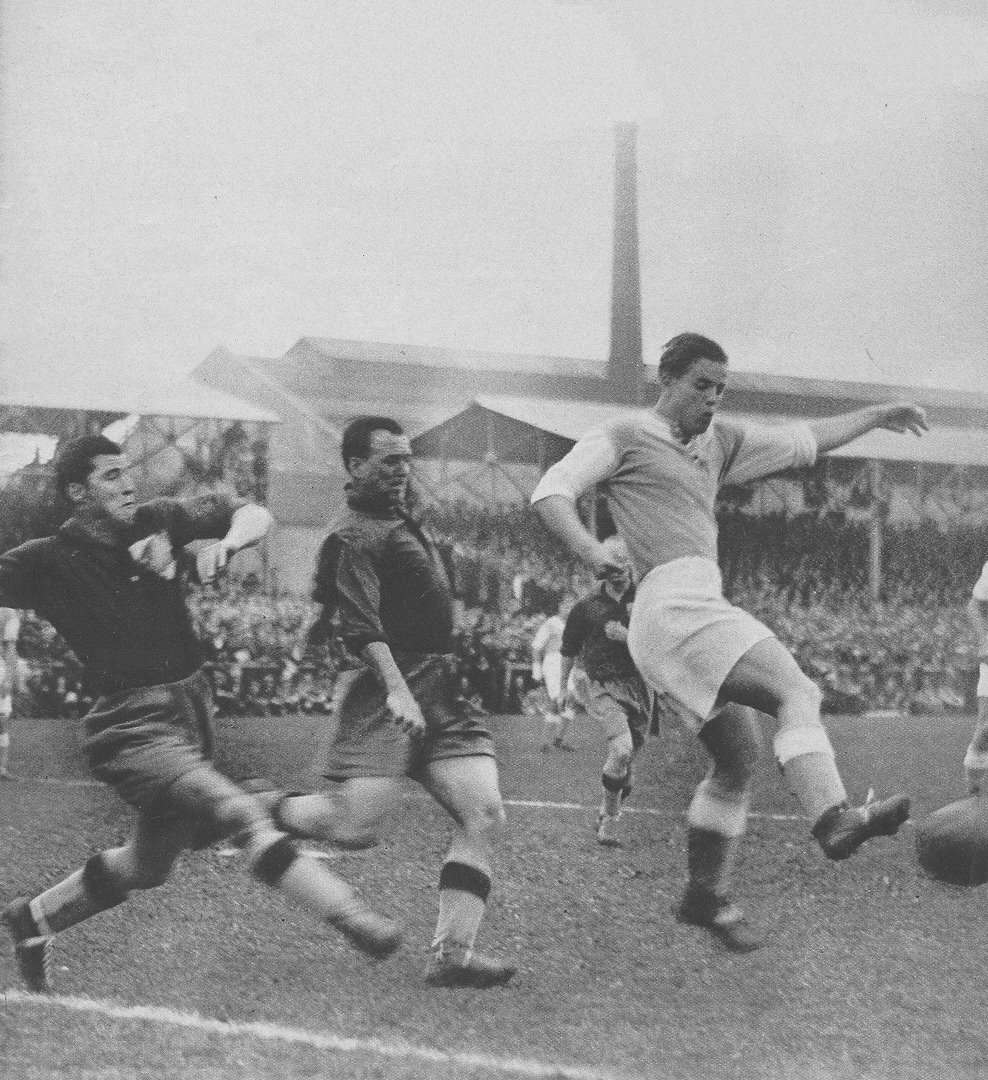
1934/35: Sochaux-Strasbourg 2-3 - Albert Gougain, Conrado Ross e Oskar Rohr

Conrad Ross rejoint en 1932 l'Urania Genève en tant qu'entraîneur. Il exerce la fonction d'entraîneur-joueur jusqu'en août 1933 où il redevient seulement joueur.
Le FC Sochaux le rencontre à l'occasion d'un match amical en mars 1934 et le recrute comme entraîneur-joueur. Il remporte le titre de champion en fin de saison. Il quitte le club à la fin de la saison comme il l'avait annoncé et est remplacé par Trello Abegglen. Le début de saison se passe mal et Jean-Pierre Peugeot annonce le retour de Ross en décembre.
À l'issue de la saison 1938-1939, il est remplacé par son second Paul Wartel et retourne en Uruguay devant l'imminence de la guerre.

## Palmarès
Conrad Ross remporte, comme entraîneur, le titre de Champion de France en Champion de France 1934-1935 et 1937-1938 avec le FC Sochaux-Montbéliard. Il termine vice-champion de France en 1936-1937. Sous ses ordres, léquipe remporte également la Coupe de France en 1937.